# Vlaada Chvátil
Vladimír Chvátil, plus connu sous le diminutif de Vlaada Chvátil, est un concepteur de jeux vidéo et un auteur tchèque de jeux de société né en 1971.
Il est devenu un créateur internationalement reconnu dans le monde du jeu à la suite de la publication du jeu de société de civilisation novateur Through the Ages en 2006. En 2016, il remporte le célèbre prix allemand "Spiel des Jahres" pour son jeu Codenames.

## Ludographie

### Seul auteur
- Prophecy, 2002, illustré par Jana Šouflová, Peter Gifford et Jana Žižková, édité par Altar Games et Z-man Games.
  - Prophecy - Dragon Realm (extension), 2003
- Graenaland, 2006, édité par Altar Games et Czech Board Games.
- Through The Ages, 2006, édité par Czech Board Games.
  - Through The Ages - New Leaders & Wonders (extension), 2019
  - Through The Ages: Nouveaux Horizons (extension), 2020
- Galaxy Trucker, 2007, illustré par Filip Murmak, Radim Pech et Tomas Kucerovsky, édité par Heidelberger Spieleverlag et Czech Board Games.
  - Galaxy Trucker : La Grosse Extension (extension), 2010
  - Galaxy Trucker : 5th Anniversary Edition (réedition), 2012
  - Galaxy Trucker - Encore Une Grosse Extension (extension), 2013
  - Galaxy Trucker : Nos Tout Derniers Modèles (extension), 2013
  - Galaxy Trucker : Missions (extension), 2016
- Robin Des Bois, 2008, illustré par David Cochard, édité par Tilsit.
- Space Alert, 2008, illustré par David Zapletal, Milan Vavroň et Radim Pech, édité par Czech Board Games.
  - Space Alert : The New Frontier (extension), 2010
- Dungeon Lords, 2009, illustré par David Cochard, édité par Iello et Czech Board Games.
  - Dungeon Lords : Festival Season (extension), 2012
- Travel Blog - Europe & USA, 2010, illustré par David Cochard, Milan Vavron et Radim Pech, édité par Czech Board Games.
- Dungeon Petz, 2011, illustré par David Cochard, édité par Iello et Czech Board Games.
  - Dungeon Petz - Marché Noir (extension), 2013
- Pictomania, 2011, illustré par Andres Resch, édité par Iello et Czech Board Games.
- Mage Knight, 2011, illustré par Chris Raimo, J. Lonnee et Milan Vavroň, édité par Wizkids.
  - Mage Knight Board Game: The Lost Legion (extension), 2012
  - Mage Knight Board Game - Krang Character (extension), 2013
  - Mage Knight Board Game: Shades Of Tezla (extension), 2015
  - Mage Knight - Ultimate Edition (réédition), 2018
- Tash-Kalar: L'Arène Des Légendes, 2013, illustré par David Cochard, édité par Iello et Czech Board Games.
  - Tash-Kalar: Arena Of Legends - Everfrost (extension), 2014
  - Tash-Kalar: Arena Of Legends - Nethervoid (extension), 2015
  - Tash-Kalar: Arena Of Legends – Etherweave (extension), 2017
- Codenames, 2015, illustré par Tomas Kucerovsky, édité par Czech Board Games.
  - Codenames - Pictures (Standalone), 2016
  - Codenames - Disney Family Edition (Standalone), 2017
  - Codenames - Marvel (Standalone), 2017
  - Codenames Duo (Standalone), 2017
  - Codenames - Harry Potter (Standalone), 2018
  - Codenames: The Simpsons (Standalone), 2019
- C'est Toute La Question!, 2018, édité par Iello.

### Avec Andrew Parks
Star Trek - Frontiers : The Return Of Khan (extension), 2018, édité par Wizkids.

### Comme illustrateur
- Arena: Morituri te salutant, 2002, de David Spáčil, Martina Pilcerová, Ondřej Mašek et Tomas Kucerovsky, édité par Altar Games.

## Nominations et récompenses

### Spiel Des Jahres
- Spiel Des Jahres 2016: Codenames, 2015 (illustré par Tomas Kucerovsky) édité par Czech Board Games.

### Golden Geek
- Golden Geek Awards 2009: Space Alert, 2008 (illustré par David Zapletal, Milan Vavroň et Radim Pech) édité par Czech Board Games.
- Golden Geek Awards 2013: Tash-Kalar: L'Arène Des Légendes, 2013 (illustré par David Cochard) édité par Iello et Czech Board Games.